# Skala Pradera
Skala Pradera – pięciostopniowa skala używana do określenia stopnia maskulinizacji zewnętrznych narządów płciowych. Najczęściej stosowana do oceny genitaliów osób interpłciowych. Na jednym krańcu tej skali znajdują się normalne narządy płciowe żeńskie, a na drugim typowo męskie.
W skali tej wyróżniane są następujące stopnie:
- typ I: nieznaczny przerost łechtaczki, wargi sromowe prawidłowo rozwinięte, oddzielne ujścia pochwy i cewki moczowej
- typ II: wyraźny przerost łechtaczki, pogłębienie przedsionka pochwy, w którego dnie znajdują się osobne ujścia układu moczowego i płciowego
- typ III: znaczny przerost łechtaczki, dochodzi do częściowego zrostu warg sromowych oraz wytworzenia wspólnej zatoki moczowo-płciowej
- typ IV: łechtaczka jeszcze bardziej przerośnięta, wargi sromowe zrośnięte znacznie, ujście zatoki moczowo-płciowej u nasady łechtaczki
- typ V: łechtaczka przypomina prącie, całkowity zrost warg sromowych, zatoka moczowo-płciowa uchodzi na szczycie żołędzi